# ميرجاوة
ميرجاوه (بالفارسية: میرجاوه) هي مدينة تقع في إيران في Mirjaveh District. يقدر عدد سكانها بـ 13,590 نسمة .